# Сообзоков, Энвер
Энвер Сообзоков (араб. انفر شوابسوقه‎; англ. Enver Soobzokov; род. 3 мая 1978 или 16 мая 1978, Лагуна-Бич, Калифорния) — иорданский баскетболист. Выступал в чемпионате Иордании по баскетболу за клубы «Зайн» и «АСУ», а также за национальную сборную страны.

## Карьера
Сообзоков учился в Калифорнийском университете в Сан-Бернардино, был игроком университетской баскетбольной команды «Койотс», выступавшей во втором дивизионе NCAA. Выпустился в 2002 году и уехал в Иорданию. Выигрывал чемпионат Иордании в 2005 и 2012 годах и Кубок чемпионов ФИБА Азия 2006. Сообзоков выступал за национальную сборную Иордании на чемпионатах Азии 2007, 2009 и 2011 годов, Азиатских играх 2006. В 2009 году помог своей команде завоевать бронзовые награды турнира. Набирал в среднем за игру 4,1 очка, однако в основном выходил на замену. Также хорошо играл в защите. Третье место позволило команде Иордании впервые в своей истории принять участие в чемпионате мира. На чемпионате мира 2010 года, проходившем в Турции, сборная Иордании заняла 23-е место. Сообзоков сыграл во всех пяти матчах своей сборной, набирал в среднем за игру 6,2 очка и 3,2 подбора.
Допинг-пробы, взятые у игрока на чемпионате Азии в сентябре 2011 года, показали наличие запрещенного стимулятора метилгексанамина. Энвер был дисквалифицирован на 6 месяцев (с 1 по 30 июня 2012 года).